# Nebmaâtrê
Nebmaâtrê est le nom de Nesout-bity d’un roi peu connu de l'Égypte antique. Il est, soit un roi de la Deuxième Période intermédiaire ayant régné sur la région thébaine, soit un roi du début de la XIIIe dynastie ayant régné sur toute l'Égypte.

## Attestations
Le nom de Nebmaâtrê est attesté sur quatre objets :
- une hache en bronze découverte dans une tombe à Mostagedda en Moyenne-Égypte, aujourd'hui au British Museum (EA 63224)[3] ;
- une seconde hache, aujourd'hui au Art Institute of Chicago (FM 30329)[3] ;
- une amulette de stéatite noire représentant un lion, de provenance inconnue et aujourd'hui au musée Petrie (UC 11587)[1],[3] ; il est à noter que Stephen Quirke a mis en doute l'authenticité de l'amulette[3] ;
- une stèle fragmentaire en pâte glaçurée bleue découverte au Gébel el-Zeit, aujourd'hui au Musée égyptien du Caire (JE 67944)[3].

Amenhotep III portait également le nom de Nesout-bity Nebmaâtrê. Ceci pourrait mettre en doute l'attribution de ces objets à un roi Nebmaâtrê plus ancien, mais leur style, leur qualité et leur provenance contredit une attribution au roi Amenhotep III. 
Petrie a aussi suggéré que cette amulette pourrait être attribuée à Ibi, un obscur roi de la fin de la XIIIe dynastie dont le nom de Nesout-bity est partiellement préservé dans le canon royal de Turin en tant que « [...]maâtrê ». Toutefois, l’étude de Kim Ryholt à propos du canon de Turin s’oppose à cette identification : une déchirure verticale juste avant « maâtrê » aurait pu masquer le hiéroglyphe pour « neb ».

## Position chronologique

### XVedynastie
Jürgen von Beckerath croit que Nebmaâtrê était un roi de la XVe dynastie,.

### XVIIedynastie
Nebmaâtrê a été considéré par Kim Ryholt comme étant un roi de la fin de la Deuxième Période intermédiaire régnant sur la région thébaine. On peut citer comme arguments :
- d’après Flinders Petrie, l’amulette est d’une fabrication trop grossière pour être attribuable à Amenhotep III[4],[8] ;
- la hache en bronze aujourd'hui au British Museum a été trouvée dans une tombe de type pan-grave de Medjaÿ, caractéristique de la Deuxième Période intermédiaire[9],[3]. Les Medjaÿs étaient des mercenaires nubiens employés par les rois de la XVIIe dynastie dans leur combat contre les Hyksôs[4]. L'égyptologue Darell Baker fait remarquer que les dirigeants thébains de la période pourraient avoir offert quelques-unes de leurs armes à leurs mercenaires[4].

### XIIIedynastie
Julien Siesse est en désaccord sur le positionnement chronologique de Nebmaâtrê proposé par Ryholt et donne plusieurs arguments :
- l'amulette est d'un type complètement absent à la fin de la XIIIe dynastie et durant les XVIe et XVIIe dynasties[3] ;
- la hache en bronze trouvée dans la tombe du Medjaÿ n'est pas une preuve suffisante de datation pour plusieurs raisons : selon le fouilleur de la tombe, elle n'était pas dans son état d'origine lors de sa découverte ; la hache et la tombe ne sont pas obligatoirement contemporaines, en effet, un roi aurait pu donner une hache de son trésor royal à l'un de ses sujets ; de plus, ce type de lames avec un nom inscrit dessus est assez courant durant toute la période, de la XIIIe à la XVIIe dynasties (Sékhemrê-Khoutaouy Amenemhat-Sobekhotep (Le Caire, JE 67944), Ouserkarê Khendjer (localisation inconnue), Sekhemrê-Souadjtaouy Sobekhotep (British Museum, EA 20923) pour la XIIIe ; Semenrê (Petrie Museum, UC 30079), Djedânkhrê Montouemsaf (British Museum, EA 67505), Sekhemrê-Oupmaât Antef-Âa (Berlin, ÄM 6/62), Seqenenrê Tâa (localisation inconnue) et Ouadjkheperrê Kames (Le Caire, CG 52647-52648 ; British Museum, EA 36772)) pour les XVIe et XVIIe dynasties)[3] ;
- la stèle, dont l'attribution à Nebmaâtrê est postérieure à l'étude de Ryholt, est très semblable à une autre stèle en pâte glaçurée bleue découverte également à Gébel el-Zeit attribuée à Semenkarê Nebnoun (Le Caire, JE 98137). Deux autres stèles très semblables ont été découvertes à Gébel el-Zeit, l'une date de Sehotepibrê Sousekhtaouy (Bonn, L 1628) et l'autre à un roi dont le nom de Nesout-bity commence par Sékhemrê (SA 555) ; si cette dernière stèle peut être attribuée à un roi de la XIIIe, XVIe ou XVIIe dynastie, les autres datent indubitablement du début de la XIIIe dynastie[3].

Si les haches, l'amulette et la stèle du roi Sékhemrê-... ne permettent pas de situer précisément le règne de Nebmaâtrê, couvrant une période allant de la XIIIe à la XVIIe dynastie, la stèle redécouverte récemment permet de clairement la dater du début de la XIIIe dynastie par la comparaison stylistique avec celle qui peuvent être datées.
En conséquence, Julien Siesse propose d'attribuer le nom de Nesout-bity Nebmaâtrê au roi Amenemhat-Renséneb, roi du début de la XIIIe dynastie dont le nom de Nesout-bity est inconnu et successeur des rois Semenkarê Nebnoun et Sehotepibrê Sousekhtaouy.

## Autres anciens Égyptiens nommés Nebmaâtrê
- Nebmaâtrê était le nom de Nesout-bity du pharaon Amenhotep III de la XVIIIe dynastie, dont le règne a marqué le sommet du pouvoir de l’Égypte.
- Un prince de la XXe dynastie et grand prêtre de Rê à Héliopolis était aussi nommé Nebmaâtrê[10].